# Shahkangshan
Der Shahkangshan (oder Shar Kangsum oder Xiakangjian) ist der höchste Berg der gleichnamigen Bergkette im autonomen Gebiet Tibet.
Der Shahkangshan befindet sich im Hochland von Tibet. Er besitzt eine Höhe von 6822 m. Der Berg liegt im äußersten Südosten des Kreises Gêrzê im Regierungsbezirk Ngari. Der Berg liegt im nördlichen Abschnitt eines 40 km langen vergletscherten Gebirgszugs, der sich in Nord-Süd-Richtung erstreckt. Der Loinbo Kangri befindet sich knapp 212 km südsüdwestlich vom Shahkangshan. Die Gebietshauptstadt Lhasa liegt ostsüdöstlich in einer Entfernung von 615 km.

## Besteigungsgeschichte
Der Shahkangshan ist noch unbestiegen.
Eine britische Expedition war im August 2005 in der Gebirgsgruppe unterwegs, brach einen Besteigungsversuch jedoch wegen zu großer Lawinengefahr ab.